# Il grande gioco (album)
| Recensione   | Giudizio |
| ------------ | -------- |
| Progarchives | [ 1 ]    |

Il grande gioco è un album discografico del gruppo musicale italiano di rock progressivo Alberomotore, pubblicato (inizialmente) dall'etichetta discografica CAR Juke Box nel 1974.
L'album fu l'ultimo pubblicato dalla casa discografica CAR Juke Box, che chiuse definitivamente l'attività proprio dopo l'uscita del disco, la successiva ristampa e distribuzione fu a cura della Intingo.

## Tracce
Lato A
1. Cristoforo Colombo – 6:15 (Ricky Gianco e Gianni Nebbiosi (testo), Fernando Fera (musica))
2. Le esperienze passate – 3:35 (Gianni Nebbiosi (testo poesia), Glauco Borrelli (musica))
3. Una vita di notte – 5:28 (Ricky Gianco e Gianni Nebbiosi (testo), Fernando Fera (musica))
4. Landrù – 4:43 (Ricky Gianco e Gianni Nebbiosi (testo), Glauco Borrelli (musica))

Lato B
1. Israele – 6:30 (Ricky Gianco e Gianni Nebbiosi (testo), Fernando Fera (musica))
2. Nel giardino dei lillà – 5:30 (Ricky Gianco e Gianni Nebbiosi (testo), Fernando Fera (musica))
3. Capodanno '73 – 2:41 (Ricky Gianco e Gianni Nebbiosi (testo), Fernando Fera (musica))
4. Provvisorietà – 5:45 (Ricky Gianco e Gianni Nebbiosi (testo), Fernando Fera (musica))

## Formazione
- Fernando Fera - chitarra elettrica, chitarra acustica, chitarra a 12 corde, coro
- Maurizio Rota - canto, percussioni
- Adriano Martire - pianoforte, organo, coro
- Glauco Borrelli - basso Fender, canto
- Marcello Vento - batteria, percussioni, coro

Note aggiuntive
- Ricky Gianco - produttore
- Registrazioni effettuate presso gli studi Titania di Roma (Italia) il 23 ottobre 1973
- Massimo Di Cicco - tecnico di registrazione
- Aurelio Buttone - aiuto tecnico di registrazione
- Mixaggio effettuato presso lo studio mix Ricordi di Milano (Italia) il 12 novembre 1973
- Carlo Martenet, Angelo Vaggi e Ricky Gianco - tecnici del mixaggio
- Nanni Ricordi - direttore artistico
- Musiche di Fernando Fera
- Le musiche di: Landrù e Le esperienze passate sono di Glauco Borrelli
- La poesia Le esperienze passate è di Gianni Nebbiosi
- Testi di Ricky Gianco e Gianni Nebbiosi
- Teatro (copertina) dipinto da: Wanda Spinello
- Fotografie di Caesar Monti
- Realizzazione grafica di Cesarina Mastretta
- Edizioni musicali Redi[3]